# Aventuri pe domeniul Shoscombe
Aventuri pe domeniul Shoscombe (în engleză The Adventure of Shoscombe Old Place) este una dintre cele 56 povestiri scurte cu Sherlock Holmes ale lui Sir Arthur Conan Doyle și a douăsprezecea (și ultima) povestire din volumul Arhiva lui Sherlock Holmes. În reeditările mai noi ale volumului, ea este penultima povestire.
Ea a fost publicată la 5 martie 1927 în revista Liberty și în aprilie 1927 în revista Strand Magazine (ilustrată de Frank Wiles), apoi în volumul "Arhiva lui Sherlock Holmes" (în engleză The Case-Book of Sherlock Holmes) editat în 1927 de John Murray din Anglia. Din punct de vedere cronologic, aceasta este ultima din cele 56 de povestiri cu Sherlock Holmes scrise de Arthur Conan Doyle. 

## Subiect

### Misterul inițial
Antrenorul John Mason de la grajdul de cai de curse Shoscombe Old Place, situat în Berkshire, vine la Sherlock Holmes pentru a-i vorbi de stăpânul său, Sir Robert Norberton, despre care crede că a înnebunit. Shoscombe Old Place este un domeniu important, format dintr-un conac vechi, un grajd de cai de curse, precum și anexele gospodărești aferente. Proprietara domeniului este Lady Beatrice Falder, sora lui Sir Robert, care deține dreptul de stăpânire a domeniului doar pe perioada vieții sale. Domeniul aparținuse fostului ei soț, Sir James Falder, urmând ca după moartea lui Lady Beatrice să ajungă în proprietatea fratelui defunctului. 
Alături de Lady Falder, locuiește fratele său coleric și violent, Sir Robert Norberton. Acesta este un renumit călăreț, care participă la cele mai importante curse de cai din Anglia. În grajdurile de la Shoscombe Old Place se află un cal, Shoscombe Prince (în română Prințul din Shoscombe), cu care Sir Robert speră să câștige competiția hipică Derby. Fiind înglodat în datorii, aceasta este ultima sa șansă de a se salva de la ruina financiară.
Mason îi povestește lui Holmes că de vreo săptămână Sir Robert Norberton a încetat să mai comunice cu sora sa, Lady Beatrice, care era bolnavă de inimă și de hidropizie. Doamna obișnuia să treacă zilnic pe la grajduri pentru a vedea caii, dar în ultima vreme și-a pierdut interesul pentru ei. Lady Beatrice nu mai ieșea din casă decât pentru plimbarea zilnică de jumătate de oră, în care era însoțită doar de camerista sa, Carrie Evans, și a început să bea câte o sticlă în fiecare seară. De asemenea, Sir Robert a dat câinele de rasă spaniel (rasă asemănătoare cu cockerul) al surorii sale bătrânului Barnes, hangiul de la "Dragonul Verde". Câinele urla lângă vechea casă de apă. În plus, domnul Norberton a fost surprins mergând în câteva nopți la o criptă bântuită aflată sub o capelă părăginită. Mason și majordomul Stephens l-au urmărit într-o seară și au văzut că stăpânul lor s-a întâlnit acolo cu un necunoscut. Vizitând cripta a doua zi, au văzut într-un colț o grămadă de oseminte foarte vechi. În plus, chiar în dimineața aceasta, servitorul Harvey a descoperit în soba de la subsol care încălzea camerele resturile carbonizate ale unui os uman (condilul superior al unui femur).

### Rezolvare
Holmes devine interesat de acest comportament straniu al ambilor frați și pleacă împreună cu doctorul Watson în Berkshire și se cazează la hanul "Dragonul Verde", sub pretextul că merg la pescuit la iazurile din apropiere. Acolo se afla câinele lui Lady Beatrice, care este ținut legat pentru că altfel ar fugi imediat la conac. În plus, un astfel de câine de concurs ar costa foarte mult, deci este inexplicabil motivul pentru care a fost dat de Sir Robert.
Holmes îi expune lui Watson teoria potrivit căreia violentul Sir Robert și-a ucis sora cu o săptămână în urmă, locul ei fiind luat la conac de o altă persoană care urmează să-i țină locul surorii sale până la câștigarea cursei de către Shoscombe Prince, altfel grajdurile sale ar fi scoase la vânzare de către cămătarii evrei. A doua zi, bazându-se pe faptul că Sir Robert se afla la Londra, Holmes și Watson iau câinele cu ei și pleacă la plimbare prin pădure pe la ora la care trebuia să-și facă Lady Beatrice plimbarea zilnică. Watson iese pe drum și oprește trăsura în momentul în care ieșea pe poarta domeniului, moment în care Holmes dă drumul câinelui care o ia la fugă bucuros spre atelaj. Ajuns la trăsură, bucuria câinelui se transformă brusc în furie și începe să tragă cu dinții de poala neagră a rochiei lui Lady Beatrice. O voce bărbătească speriată i-a poruncit vizitiului să pornească trăsura.
În dimineața zilei următoare, Mason îi conduce pe Holmes și Watson la criptă, iar detectivul începe să examineze toate mormintele. Mormanul de oseminte dispăruse între timp. Detectivul observă un sicriu de plumb, aflat chiar în fața intrării, al cărui sigiliu părea a fi rupt. În momentul în care încerca să dea jos capacul, Sir Robert a intrat mânios în cavou și i-a întrebat cine sunt. Holmes l-a calmat pe baronet, întrebându-l și el cine se află în acel sicriu. El a împins capacul sicriului, fiind văzut înăuntru un cadavru înfășurat în pânză din cap până la picioare, cu o față cumplită, ca de vrăjitoare. Norberton afirmă că acolo se află sora lui, Lady Beatrice, care murise în urmă cu o săptămână de hidropizie, boală de care suferea de multă vreme. 
Sir Robert îi invită la conac, unde le explică faptul că el nu putea anunța moartea lui Lady Beatrice, pentru că ar fi pierdut imediat toate bunurile care ar fi fost luate de creditori. În noaptea respectivă, Norberton și cu Norlett (soțul cameristei Carrie Evans) au scos din conac trupul neînsuflețit și l-au dus în baraca unui puț părăsit. Câinele i-a urmărit și a rămas toată noaptea lângă ușa barăcii, urlând întruna. Sir Robert a fost nevoit să-l dea hangiului de la "Dragonul verde", poruncindu-i să-l țină legat. Apoi, într-o altă noaptea cei doi au mutat cadavrul în cripta strămoșilor fostului ei soț, scoțând osemintele din acesta și arzându-le apoi în soba de la subsolul conacului. Rolul stăpânei a fost luat de Norlett, care era de meserie actor, și care urma să-i țină locul lui Lady Beatrice doar până la competiția hipică. În camera stăpânei nu intra decât Sir Robert și camerista (domana Norlett), iar singurul moment în care stăpâna trebuia să iasă din camera era doar plimbarea zilnică de jumătate de oră, în care doamna purta un voal care-i acoperea în întregime fața.
Holmes afirmă că trebuie să anunțe poliția de moartea lui Lady Beatrice, dar povestirea a avut un final fericit. Creditorii au așteptat până când s-a încheiat concursul hipic. Shoscombe Prince a câștigat competiția hipică, iar Sir Robert a fost capabil să-și plătească datoriile, rămânându-i destui bani pentru a putea duce o viață onorabilă. Poliția a acționat cu indulgență, admonsetându-l nu prea sever pentru că a anunțat cu întârziere moartea surorii sale. 

## Personaje
- Sherlock Holmes
- doctorul Watson
- Lady Beatrice Falder - stăpâna domeniului Shoscombe Old Place
- Sir Robert Norberton - renumit călăreț, fratele lui Lady Beatrice
- John Mason - antrenorul cailor de la Shoscombe Old Place
- Barnes - hangiul de la "Dragonul Verde"
- Carrie Evans - camerista lui Lady Beatrice
- Norlett - actor, soțul cameristei Carrie Evans
- Sandy Bain - jocheu

## Comentariu
Titlul original al povestirii era "The Adventure of the Black Spaniel", dar a fost schimbat înaintea de publicare.
După cum a afirmat Doyle, ideea pentru această povestire i-a venit de la zvonurile din jurul morții lui William Crockford în 1844.

## Adaptări
Povestirea "Aventuri pe domeniul Shoscombe" a fost adaptată în 1968 pentru un episod (episodul 25) al serialului TV Sherlock Holmes (realizat de BBC) cu actorii Peter Cushing și Nigel Stock. 
Episodul din 1991 al serialului TV Sherlock Holmes cu actorii Jeremy Brett și Edward Hardwicke a respectat originalul. Rolul servitorului care îi ține locul lui Lady Beatrice este jucat de Jude Law, care-l va interpreta ulterior pe dr. Watson în filmul din 2009 și în continuarea sa.

## Traduceri în limba română
- Misterul de la Shoscombe Old Place - în volumul "Vampirul din Sussex" (Ed. Vremea SC, București, 1992), traducere de Daniela Caraman-Fotea
- Conacul Shoscombe - în volumul "Aventura celor trei lucarne. Scandal în Boemia. Conacul Shoscombe. Piciorul diavolului. Clientela lui Crabbe. Misterul din Valea Boscombe" (Ed. Transpres, Sibiu, 1992)
- Aventuri pe domeniul Shoscombe - în volumul "Aventurile lui Sherlock Holmes. Vol IV" (Colecția Adevărul, București, 2010), traducere de Alina Claudia Begu
- Aventuri pe domeniul Shoscombe - în volumul "Aventurile lui Sherlock Holmes. Vol. IV" (Colecția Adevărul, București, 2011) - traducere de Alina Claudia Begu